# كال دانيلز
كال دانيلز (بالإنجليزية: Kal Daniels)‏ هو لاعب كرة قاعدة أمريكي، ولد في 20 أغسطس 1963 في فيينا في الولايات المتحدة.

## وصلات خارجية
- كال دانيلز على موقعبيزبول رفرنس.كوم (الدوري الرئيسي) (الإنجليزية)
- كال دانيلز على موقعبيزبول رفرنس.كوم (الدوري الثانوي) (الإنجليزية)
- كال دانيلز على موقع مشجعي الرسوم البيانية (الإنجليزية)